# Brèves Rencontres
Cet article concerne l'album de Jacques Dutronc. Pour le film de Kira Mouratova réalisé en 1967, voir Brèves rencontres (film, 1967).
Albums de Jacques Dutronc
Complètement Dutronc
(1993) Madame l'existence
(2003)
Brèves rencontres est le onzième album studio de Jacques Dutronc, sorti en 1995.
Depuis l'énorme succès de Jacques Dutronc au Casino, tout le monde attend le nouvel album, qui sort trois ans après. C'est la première apparition de Thomas Dutronc en tant qu'auteur (À part ça, notamment). Linda Lê, écrivaine d'origine vietnamienne, écrit trois titres, Jean Fauque, le parolier d'Alain Bashung, participe également, tout comme David McNeil.
Le titre qui aura le plus de succès est Tous les goûts sont dans ma nature, titre originellement interprété en 1981 cette fois en duo avec Étienne Daho.
L'album est disque d'or, et s'est vendu à 158 000 exemplaires en quelques mois selon les sites InfoDisc et Disque en France.

## Liste des chansons
| No  | Titre                                                         | Durée |
| --- | ------------------------------------------------------------- | ----- |
| 1.  | L'Âme sœur                                                    | 4:02  |
| 2.  | À part ça                                                     | 3:48  |
| 3.  | Faut qu'j'rôde                                                | 4:06  |
| 4.  | Tous les goûts sont dans ma nature (en duo avec Étienne Daho) | 3:05  |
| 5.  | Entrez m'sieur dans l'humanité                                | 3:20  |
| 6.  | La Pianiste dans une boîte à Gand                             | 3:24  |
| 7.  | Elle m'a rien dit m'a tout dit                                | 5:01  |
| 8.  | Brèves rencontres                                             | 3:20  |
| 9.  | Laisse Lucie faire                                            | 3:19  |
| 10. | Rappelez-moi de vous oublier                                  | 3:39  |
| 11. | Thomas (instrumental)                                         | 3:39  |